# Imagawayaki

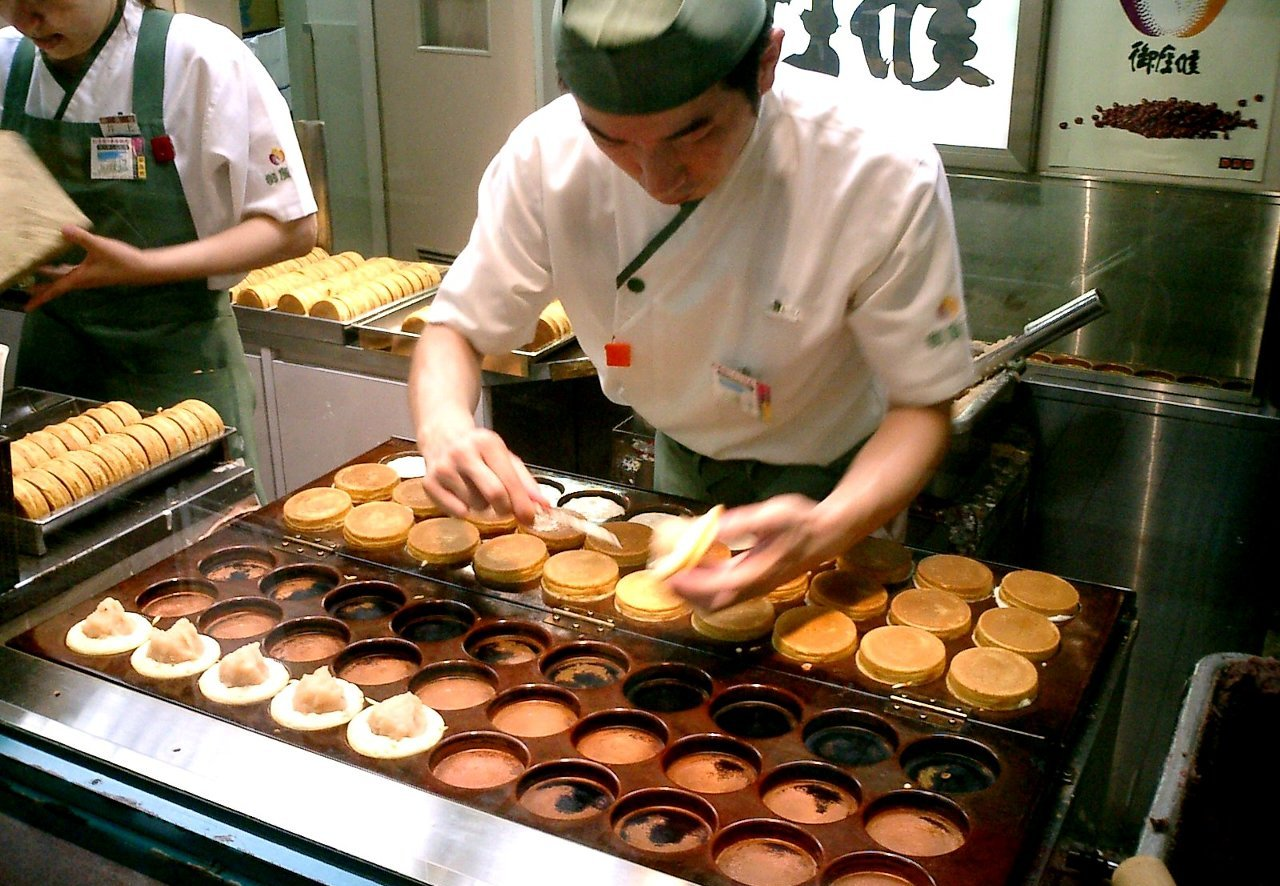
Homme en train de faire des imagawayaki de la marque Gozasōrō.

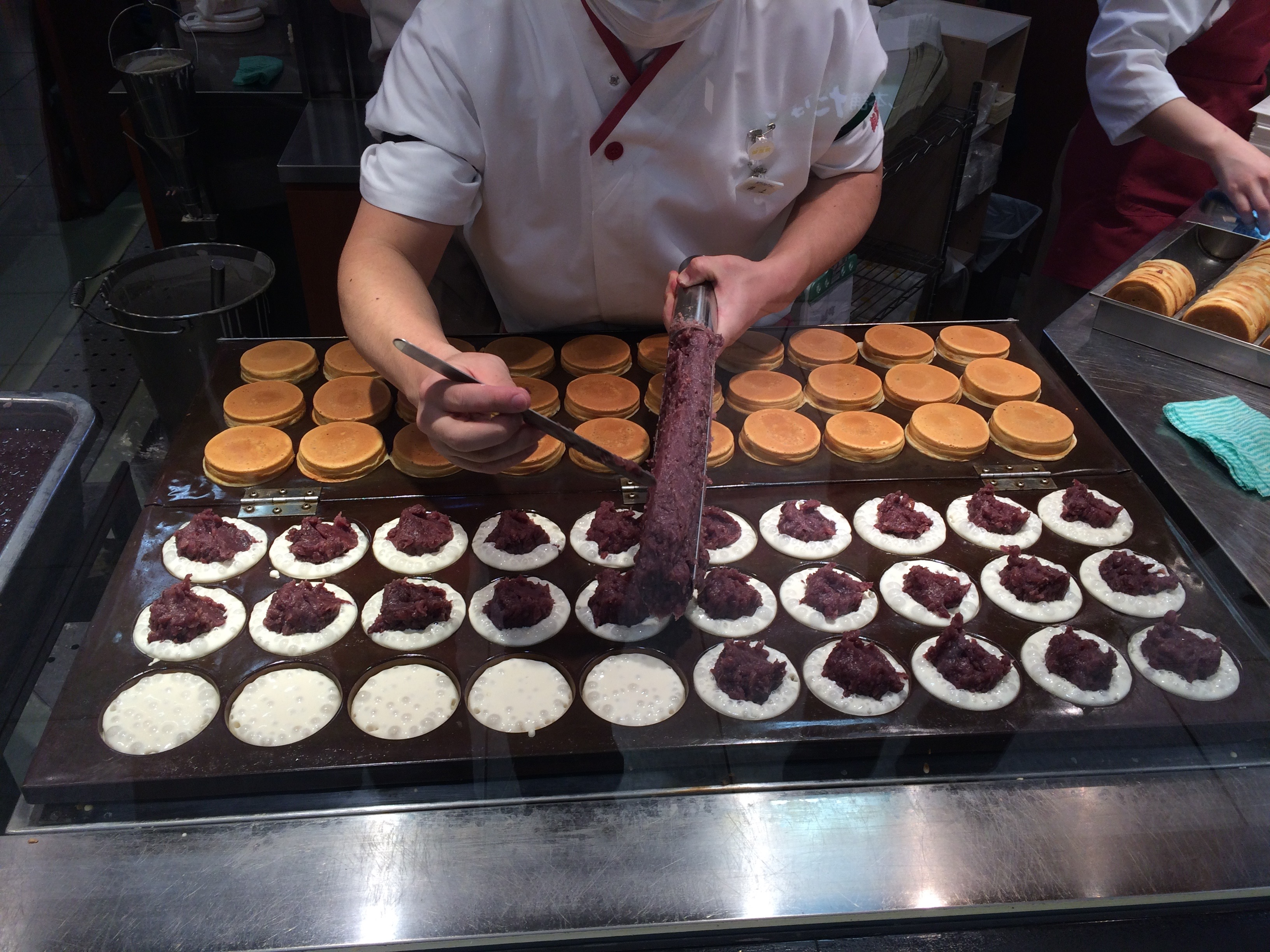
Remplissage de pâte de haricot azuki.

L'imagawayaki (今川焼き) est un dessert japonais, souvent vendu lors de festivals. Il est composé d'une pâte placée dans une poêle spécialisée (similaire à un gaufrier mais sans les dépressions), et remplie de pâte de haricot azuki sucrée. Depuis les années 2010, on voit de plus en plus souvent d'autres substances à l'intérieur, dont de la pomme de terre et de la mayonnaise.
On a commencé à vendre du imagawayaki près du pont Imagawabashi de Kanda à Tōkyō lors de l'ère An'ei (1772-1781) de l'époque Edo.

## Noms
- Ōban'yaki (大判焼き?), utilisé un peu partout
- Kaiten'yaki (回転焼き?), surtout dans le Kansai et à Kyūshū
- Nijūyaki (二重焼き?)
- Gishiyaki (義士焼き?)
- Tomoeyaki (巴焼き?)
- Koban'yaki (小判焼き?)
- Taikoyaki (太鼓焼き?)
- Bunkayaki (文化焼き?)
- Taishōyaki (大正焼き?)
- Jiyūyaki (自由焼き?)
- Kaiten manjū (回転饅頭?)
- Taiko manjū (太鼓饅頭?)
- Fūfu manjū (夫婦饅頭?) ou fū man (フーマン?)
- Oyaki (おやき?), différent du oyaki de la préfecture de Nagano
- Kintsuba (きんつば?), dans certaines régions des préfectures de Niigata et Fukushima, il est différent du kintsuba de wagashi.

### Par entreprise
- Gozasōrō (御座候?) est un produit de l'entreprise Gozasōrō, fondé en 1950 à Himeji. Le nom signifie « Merci pour votre achat » en style archaïque[1].
- Higiriyaki (ひぎりやき?) est un produit de l'entreprise Sawai Honpo de la préfecture d'Ehime. On trouve ses origines dans le Higiri jizō situé près de la station de train de Matsuyama[2].

### Historique
- Fukkōyaki (復興焼き?), une chanson écrite après le tremblement de terre de Kantō de 1923 mentionne que les imagawayaki furent renommées fukkōyaki[3].